# غودي غوابر (أملش الجنوبي)
غودي غوابر (بالفارسية: گودی گوابر) هي قرية تقع في إيران في غيلان. يقدر عدد سكانها بـ 11 نسمة .